# 1130-as busz
Az 1130-as jelzésű autóbuszvonal Budapest, az M6-os autópálya és Baja között húzódó országos vonal, amelyet a MÁV Személyszállítási Zrt. üzemeltet.

## Története
Budapest és Baja vasúton a gyorsított személyvonatok széleskörű elterjedésével kezdődően összekötött volt, 2009. december 13-án indult el az első járat InterCity vonatként. A térségben a legmeghatározóbb járatok közé a Gemenc és a Sugovica InterCity vonatok sorolhatóak, melyek idővel, 2013 tájékán expresszvonatokká alakultak és a budapesti Keleti pályaudvarról indultak. Később csökkenő igényekre hivatkozva megszűntették a legtöbb lehetőséget, így jelenleg is egyetlen, vasárnapi járat közlekedik Bajáról a fővárosba Sugovica expresszvonat néven a délutáni órákban. Többször is javaslatot tettek az iránt, hogy a közvetlen eljutás számát ismét megnöveljék, ám próbálkozásuk sikertelennek bizonyult a kötöttpályán.
A MÁV-csoport 2025. január 1-jétől immár a jelenleginél gyorsabban, naponta három közvetlen expressz autóbuszjáratot szolgáltat Baja és Budapest között, melyekkel egy sokkal gyorsabb eljutást kíván létrehozni.

## Útvonala
A budapesti IX. kerületi, népligeti autóbusz-pályaudvarról indul. A Könyves Kálmán körúton indul el a fővárosi 1-es villamosvonallal párhuzamosan. Átkel a Rákóczi hídon, illetve a Dunán, majd az "Egérút"-hoz tartozó Szerémi útról letér a Budafoki útra és Kelenföld keleti részében halad, a Kelenföldi Erőmű mellett. Innentől expresszjáratként közlekedik először a 6-os főúton, utána Érd és Diósd határában az M6-os autópályára kanyarodik. Keresztülhajt Fejér és Tolna megyéken, míg a gyorsforgalmi út 163. kilométeri lehajtójánál elhagyja azt Bátaszék közelében. Tovább az 55-ös főúton megy Alsónyék és Pörböly települések mentén, míg ismét keresztezi a Dunát és a Bács-Kiskun megyei Baja városának buszállomásán végállomásozik.

## Közlekedése
Indításai minden nap történnek, három oda, és három vissza tartó expresszjárattal.
A kettő város között
- az 1110-es és 1113-as buszok főként Kiskunlacháza, Dömsöd, Dunavecse, Solt, Kalocsa településeken át,
- az 1123-as buszok Kalocsáig expresszjáratként közlekednek, majd azonos úton jutnak el Bajára, de lényegesen lassabb módon.

2025. január 1-jén, hajnali 5:30-kor első járatát Bajáról Budapestre a PNG-049 rendszámú Neoplan Tourliner autóbusz végezte.
| Viszonylat                                    | Indításszám | Közlekedési rend |
| --------------------------------------------- | ----------- | ---------------- |
| Budapest, Népliget aut. pu. – Baja, aut. áll. | 3 pár       | naponta          |

## Megállóhelyei
| 0 | Budapest, Népliget autóbusz-pályaudvar végállomás | 0.0 km   | 254E 901, 914, 914A, 918, 950, 950A 540, 551, 586, 607, 608, 612, 616, 625, 626, 628, 629, 630, 631, 632, 633, 635, 636, 650, 653, 654, 655, 656, 657, 660, 661, 679, 705 1080, 1085, 1087, 1090, 1092, 1094, 1110, 1111, 1113, 1115, 1121, 1123, 1125, 1131, 1134, 1136, 1172, 1173, 1174, 1175, 1176, 1177, 1183, 1184, 1185, 1188, 1189, 1193, 1194, 1205, 1212, 1215, 1216, 1229, 1251, 1253, 1254, 1257 83 1, 1A |
| 1 | Budapest, Kelenföldi Erőmű                        | 4.9 km   | 33, 33A, 133E 901 705 1121, 1123, 1125, 1131, 1134, 1136 |
| 2 | Baja, autóbusz-állomás végállomás                 | 187.1 km | 1, 2, 3, 4, 5, 7, 9 1110, 1113, 1123, 1486, 1503, 1504, 1506, 1524, 1560, 1577, 1652, 1731 5035, 5042, 5219, 5226, 5289, 5310, 5312, 5314, 5315, 5316, 5320, 5321, 5323, 5324, 5325, 5326, 5327, 5328, 5329, 5330, 5331, 5332, 5335, 5336, 5337, 5338, 5339, 5410, 5439, 5475, 5650 |